# Al-Ahli SC (Jordanien)
Der al-Ahli Sports Club (arabisch النادي الأهلي الرياضي, DMG an-Nādī al-Ahlī ar-riyāḍī) ist ein jordanischer Sportklub mit Sitz in Amman.

## Geschichte
Der Klub wurde im Jahr 1944 gegründet. Damit zählt er zu den ältesten Klubs des Landes. Zu dieser Zeit hatte man noch den tscherkessischen Namen Koban Club inne. Den Namen al-Ahli vergab später der damalige König Abdallah ibn Husain I. dem Klub. Bereits früh konnte die Fußball-Mannschaft erste Erfolge erzielen. In der Saison 1947 konnte man erstmals die Meisterschaft feiern. In den folgenden Jahren hatte man diese quasi abonniert und wurde in den Spielzeiten 1949, 1950, 1951 und 1954 erneut Meister. Die nächste Meisterschaft gelingt dann erst wieder in der Saison 1975. Anschließend folgten noch einmal 1978 und 1979 eine Meisterschaft.
Danach gelangen erst einmal keine weiteren Titel mehr und das Team platzierte sich stetig maximal im Mittelfeld. Trotzdem gelang es danach noch über mehrere Jahrzehnte die Klasse weiter zu halten. Nach einer schon recht dürftigen Vorsaison endete die Spielzeit 2004/05 dann aber auf dem neunten Platz, womit man erstmals absteigen musste. Die Rückkehr gelang dann zwar schon zur Saison 2007/08, mit nur acht Punkten ging es als Tabellenschlusslicht jedoch auch direkt wieder runter. Durch die verlorenen Playoffs um den Aufstieg, ging es erst zur Saison 2010/11 zurück. Diesmal zog man sich jedoch während der Saison vom Spielbetrieb zurück, was dazu führte, dass alle Partien annulliert wurden. So stieg das Team auch erneut direkt wieder ab.
Aus dieser schwierigen Phase konnte man sich schließlich zur Saison 2014/15 retten, indem man wieder aufstieg und sich erneut im Mittelfeld der Tabelle stabilisieren konnte. Erstmals gelang dann in der Saison 2015/16 sogar der Gewinn des FA Cups. Dadurch qualifizierte man sich für den Super Cup der Folgesaison, welchen man ebenfalls gewinnen konnte. Beim AFC Cup 2017 reichte es in der Gruppenphase nur für den dritten Platz, womit man hier dann schon wieder ausschied. Diese kleine Erfolgswelle währte jedoch nicht lang und so kam es dazu, dass man als Team nach der Spielzeit 2020/21 wieder einen Abstieg hinnehmen musste. Dort spielt die Mannschaft auch noch bis heute.

## Stadion
Der Verein trägt seine Heimspiele im Amman International Stadium in Amman aus. Das Stadion hat ein Fassungsvermögen von 25.000 Personen.

## Erfolge
- Jordan League: 1947, 1949, 1950, 1951, 1954, 1975, 1978, 1979

- Jordan League Division 1: 2022  ▲

- Jordan FA Cup: 2015/16

- Jordan Super Cup: 2016